# Umaro Sissoco Embaló
Umaro El Mokhtar Sissoco Embaló (* 23. září 1972 Bissau) je politik a voják z Guiney-Bissau. Od 27. února 2020 zastává úřad prezidenta své země.
Hlásí se k fulbskému původu a vyznává islám. Studoval společenské vědy na Technické univerzitě v Lisabonu a získal doktorát z politologie na Universidad Complutense de Madrid. Sloužil v armádě, zúčastnil se zahraničních stáží a od roku 2012 je brigádním generálem. Byl členem Africké strany pro nezávislost Guiney a Kapverd (PAIGC), za kterou zastával úřad ministra zahraničí.
V listopadu 2016 ho prezident José Mário Vaz pověřil sestavením menšinové vlády. Premiérem se stal proti vůli své strany, kterou pak opustil a založil hnutí Madem G15. V lednu 2018 z čela vlády odstoupil kvůli názorovým neshodám s prezidentem. Kandidoval pak v prezidentských volbách konaných koncem roku 2019. V prvním kole skončil druhý za kandidátem PAIGC Domingosem Simõesem Pereirou, jehož však ve druhém kole porazil ziskem 53,55 % hlasů.
Po nástupu do funkce slíbil Embaló nastolení pořádku a tvrdý boj proti korupci a obchodu s drogami. Usiluje o posílení prezidentských pravomocí a za svůj politický vzor označil filipínského exprezidenta Rodriga Duterteho. V únoru 2022 oznámil potlačení pokusu o převrat, po němž následovalo zatýkání prezidentových kritiků. V parlamentních volbách v červnu 2023 jeho strana prohrála s koalicí Terra Ranka a prezident musel koexistoval s premiérem Geraldem Martinsem z PAIGC. V listopadu 2023, když byl prezident na konferenci OSN o změně klimatu 2023 v Dubaji, vypukly v Bissau další násilnosti, za nimiž pravděpodobně stál velitel Národní gardy Victor Tchongo. Jednotky věrné prezidentovi nepokoje brzy potlačily a Embaló využil údajného pokusu o převrat jako záminky k rozpuštění parlamentu. Opozice pak obvinila prezidenta z nastolení diktatury.
V letech 2022 až 2023 byl Embaló předsedou Hospodářského společenství západoafrických států. Zúčastnil se rusko-afrického summitu, který se konal v Petrohradě v červenci 2023. Při návštěvě Portugalska v říjnu téhož roku mu byl udělen Řád prince Jindřicha. V březnu 2024 se stal prvním africkým státníkem, který navštívil Izrael po vypuknutí války s Hamásem; prezidenta Jicchaka Herzoga ujistil o pokračování pevných spojeneckých vztahů mezi oběma zeměmi.